# Самарцев Володимир Іванович
Володи́мир Іва́нович Сама́рцев (31 серпня 1942, с. Кременчуг Тайиншинського району Північноказахстанської області, Казахстан — 14 вересня 2014, Луганськ) — український співак, народний артист України (1996).

## Життєпис
1974 — закінчив Харківський інститут мистецтв (викладач Євген Червонюк).
1972—1975 — працює в Харківській філармонії.
1975—1979 — в ансамблі Центральної групи військ у Чехословаччині, був солістом Київської філармонії, виступав з концертами в Чорнобильській зоні.
1979—1997 — працював у Луганській філармонії.
В його репертуарі понад 600 зразків класичної оперної музики і романсів, понад 20 сольних програм (з творів української і світової класики), а також народні пісні.
Був професором Інституту культури і мистецтв Луганського національного університету імені Тараса Шевченка.